# 摩洛哥旅遊業

按年到訪摩洛哥的旅客人數

摩洛哥與西班牙只是一岸之隔，兩地有頻繁的渡輪服務。由於摩洛哥物價比較便宜，而且對歐洲旅客而言存在相當的異國風情，造就它成為熱門的觀光點。據統計，1980年代後期至1990年代初期，每年到訪摩洛哥的歐洲旅客達100萬至150萬人次，當中多數為法國人和西班牙人，亦有少數的英國人、德國人、意大利人和荷蘭人。他們大多留宿於大西洋沿岸，尤其是位於阿加迪爾的度假酒店。至2019年，每年旅客人次已經激增到1,300萬。摩洛哥西南部城市馬拉喀什更於2023年被貓途鷹選為十大最佳目的地之一。
2007年，摩洛哥旅遊業的收益為75.5億美元，是當地第二大的外匯收入來源，僅次於磷酸鹽產業，因此摩洛哥政府亦積極投入資源推動旅遊業。

## 蔚藍計劃
蔚藍計劃是國王穆罕默德六世於2001年發起的大型計劃，當中包括興建6座全新的海邊度假酒店、10個高爾夫球場、升級多個地區性的機場和興建新的鐵路及公路網絡。

## 世界遺產
- 非斯古城（英语：Fes el Bali）
- 馬拉喀什老城區（英语：Medina of Marrakesh）
- 阿伊特本哈杜
- 梅克内斯古城
- 瓦盧比利斯考古遺址
- 得土安老城區
- 索維拉老城區
- 馬扎岡城堡
- 拉巴特

## 安全隱憂
美國政府曾經因應恐怖襲擊風險對摩洛哥發出過旅遊警示，較為近期的例子包括：2011年馬拉喀什爆炸案、2018年丹麥及挪威旅客於阿特拉斯山脈遭到殺害和自2020年開始的西撒哈拉武裝衝突等等。